# Парковый пруд
Па́рковый пруд — бывший пруд в Екатеринбурге.

## Физико-географическая характеристика
Левым берегом территория пруда примыкает к Центральному парку культуры и отдыха имени В. В. Маяковского. В 1980-е годы площадь зеркала составляла 0,5 км², средняя глубина: 1 м. Отметка уреза воды — 234 м. К 2013—2014 годам почти полностью зарос деревьями и кустарником. В 2016 году ликвидирован. Ширина реки Исети колеблется от 10 до 25 метров. 
Код водного объекта в Государственном водном реестре — 14010500521499000000020.

## История
Парковый пруд — третий, по времени создания, искусственный водоём по течению реки Исети.
Впервые изображение пруда появилось на плане 1804 года в обрамлении ещё пустых геометрически чётких проектируемых кварталов. Вдоль верхней части пруда уже просматривалась застройка, скорее всего — промышленных предприятий: салотопенных, кожевенных и других заводов, связанных с переработкой сельскохозяйственного сырья.
До 1990-х годов пруд был чистым, затем стал заиливаться и зарастать. Было принято решение его очистить. Для чего был спущен уровень воды, максимально подняты затворы на плотине. Однако после этого средств на очистку не хватило. Пруд к 2013—2014 годам практически полностью зарос деревьями и кустарником. Плотина пруда в рабочем состоянии, затворы подняты, постоянно проводится её аттестация и страхование. В 2013 городская администрация обсуждала вопрос об очистке и восстановлении пруда в прежних размерах, но решение не приняла. В 2014 планировалось лишь восстановление моста через Исеть (за ул. Щорса). К концу 2016 года полностью ликвидирован, спланировано новое русло реки Исеть. Южная (ЖК «Барселона», на правом берегу) и северная (ЖК «Клевер-парк», на обоих берегах) части пруда планируются под застройку 9—35-этажными зданиями, с созданием набережной.